# Bartholomea
Bartholomea is een geslacht van zeeanemonen uit de familie van de Aiptasiidae. 

## Soorten
- Bartholomea annulata (Le Sueur, 1817)
- Bartholomea peruviana (Pax, 1912)
- Bartholomea pseudotagetes Pax, 1924
- Bartholomea werneri Watzl, 1922